# Lucktomt
En lucktomt är en mindre fastighet eller ett mindre markområde (skifte), som saknar huvudbyggnad, och som ligger mellan andra bebyggda mindre fastigheter eller markområden.